# Mauro Schmid
Mauro Schmid (Bülach, 4 dicembre 1999) è un ciclista su strada e pistard svizzero che corre per il Team Jayco AlUla. Professionista dal 2021, nello stesso anno ha vinto una tappa al Giro d'Italia.

## Palmarès

### Strada
- 2019 (Leopard Pro Cycling, una vittoria)

Campionati svizzeri, Prova in linea Under-23
- 2021 (Team Qhubeka Assos/Team Qhubeka NextHash, una vittoria)

11ª tappa Giro d'Italia (Perugia > Montalcino)
- 2022 (Quick-Step Alpha Vinyl Team, due vittorie)

1ª tappa Settimana Internazionale di Coppi e Bartali (Riccione > Riccione)
Classifica generale Giro del Belgio
- 2023 (Soudal Quick-Step, una vittoria)

Classifica generale Settimana Internazionale di Coppi e Bartali
- 2024 (Team Jayco AlUla, due vittorie)

Campionati svizzeri, Prova in linea
Classifica generale Okolo Slovenska
- 2025 (Team Jayco AlUla, tre vittorie)

Cadel Evans Great Ocean Road Race
Campionati svizzeri, Prova a cronometro
Campionati svizzeri, Prova in linea

#### Altri successi
- 2022 (Quick-Step Alpha Vinyl Team)

Campionati mondiali - Staffetta mista
- 2023 (Soudal Quick-Step)

2ª tappa UAE Tour (Khalifa Port, cronosquadre)
Classifica a punti Settimana Internazionale di Coppi e Bartali
Campionati mondiali - Staffetta mista
- 2024 (Team Jayco AlUla)

1ª tappa Okolo Slovenska (Dunajská Streda, cronosquadre)

### Pista
- 2019

4ª prova Coppa del mondo 2019-2020 (Cambridge, con Stefan Bissegger, Robin Froidevaux, Claudio Imhof e Lukas Rüegg)

## Piazzamenti

### Grandi Giri
- Giro d'Italia

2021: 93º
2022: 75º
- Tour de France

2025: 101º
- Vuelta a España

2024: 71º

### Classiche monumento
- Milano-Sanremo

2025: 32º
- Liegi-Bastogne-Liegi

2023: ritirato
2024: ritirato
2025: 22º
- Giro di Lombardia

2021: ritirato

### Competizioni mondiali
- Campionati del mondo su strada

Bergen 2017 - Cronometro Juniores: 22º
Bergen 2017 - In linea Juniores: 30º
Yorkshire 2019 - In linea Under-23: 21º
Fiandre 2021 - Staffetta mista: 4º
Fiandre 2021 - In linea Under-23: 27º
Wollongong 2022 - Staffetta mista: vincitore
Wollongong 2022 - In linea Elite: 17º
Glasgow 2023 - In linea Elite: 13°
Glasgow 2023 - Staffetta mista: vincitore
Zurigo 2024 - In linea Elite: ritirato
- Campionati del mondo su pista

Pruszków 2019 - Scratch: 7º
Berlino 2020 - Scratch: 20º
- Giochi olimpici

Tokyo 2020 - Inseguimento a squadre: 8º
- Campionati del mondo di ciclocross

Bieles 2017 - Juniores: 12º
Valkenburg 2018 - Under-23: 28º

### Competizioni europee
- Campionati europei su strada

Alkmaar 2019 - Cronometro Under-23: 11º
Alkmaar 2019 - In linea Under-23: ritirato
Plouay 2020 - In linea Under-23: 80º
Drenthe 2023 - In linea Elite: 41º
- Campionati europei su pista

Sangalhos 2017 - Inseguimento a squadre Junior: 3º
Sangalhos 2017 - Corsa a punti Junior: 3º
Gand 2019 - Inseguimento a squadre Under-23: 3º
Gand 2019 - Inseguimento individuale Under-23: 4º
Gand 2019 - Americana Under-23: 3º
Montichiari 2020 - Inseguimento a squadre Under-23: 4º
Montichiari 2020 - Inseguimento individuale Under-23: 6º
Montichiari 2020 - Corsa a punti Under-23: 4º
Apeldoorn 2021 - Inseguimento a squadre Under-23: 6º
Apeldoorn 2021 - Inseguimento individuale Under-23: 4º
- Campionati europei di ciclocross

Huijbergen 2015 - Juniores: 34º